# Erigeron bonariensis
Erigeron bonariensis, también llamada rama negra, es una especie de Erigeron, hallada en  trópicos y subtrópicos  como maleza; su preciso origen nativo se desconoce,  pero se supone de Centroamérica o de Sudamérica.

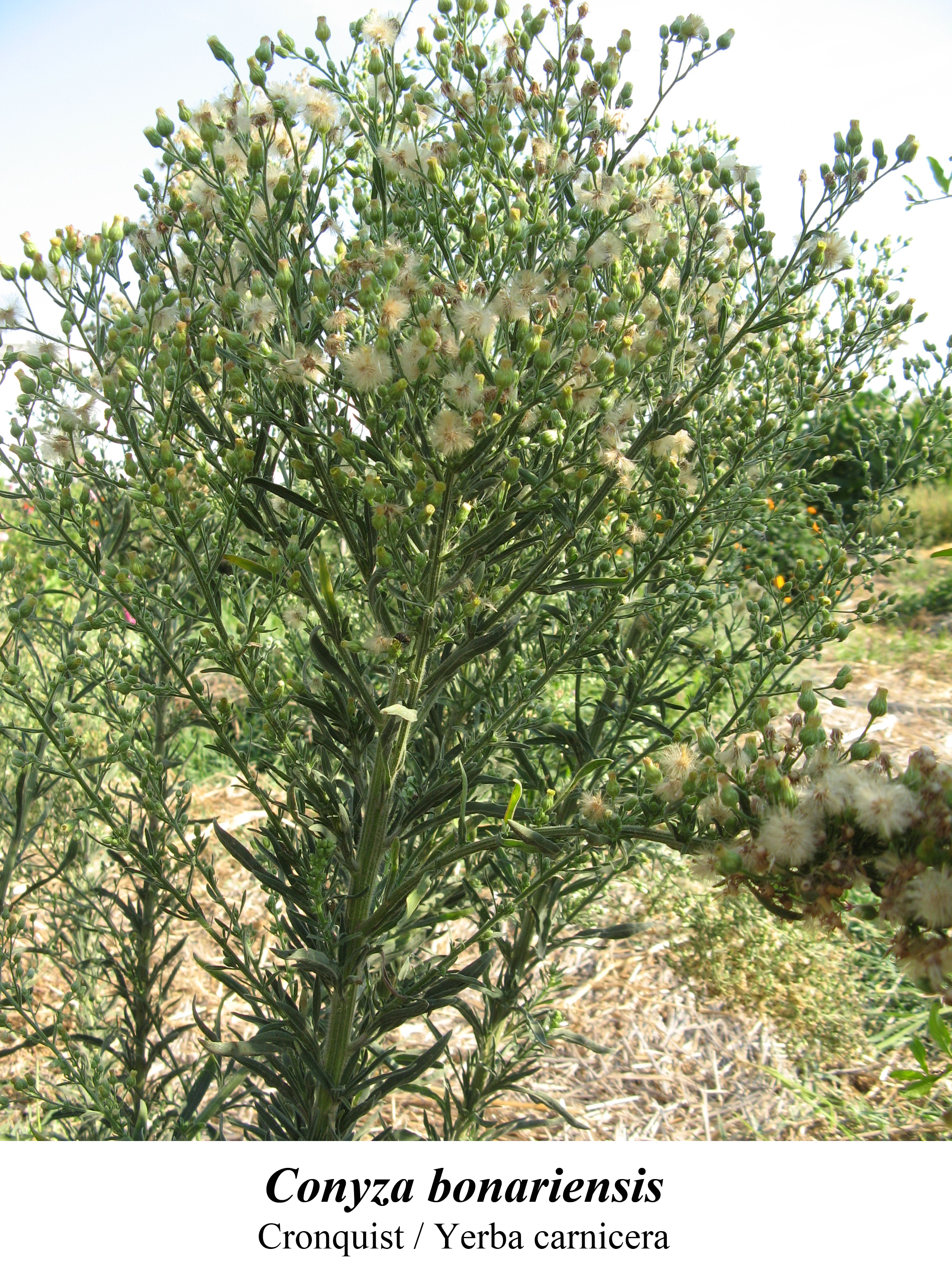
Vista de la planta

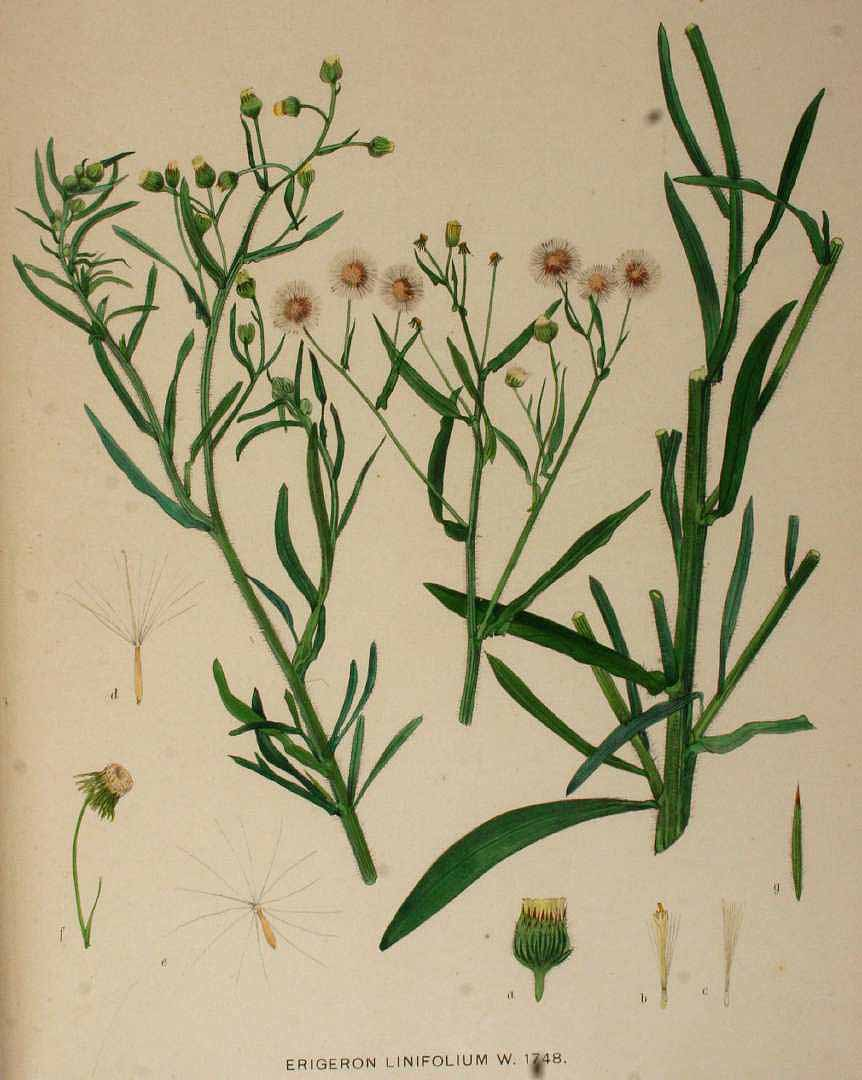
Ilustración

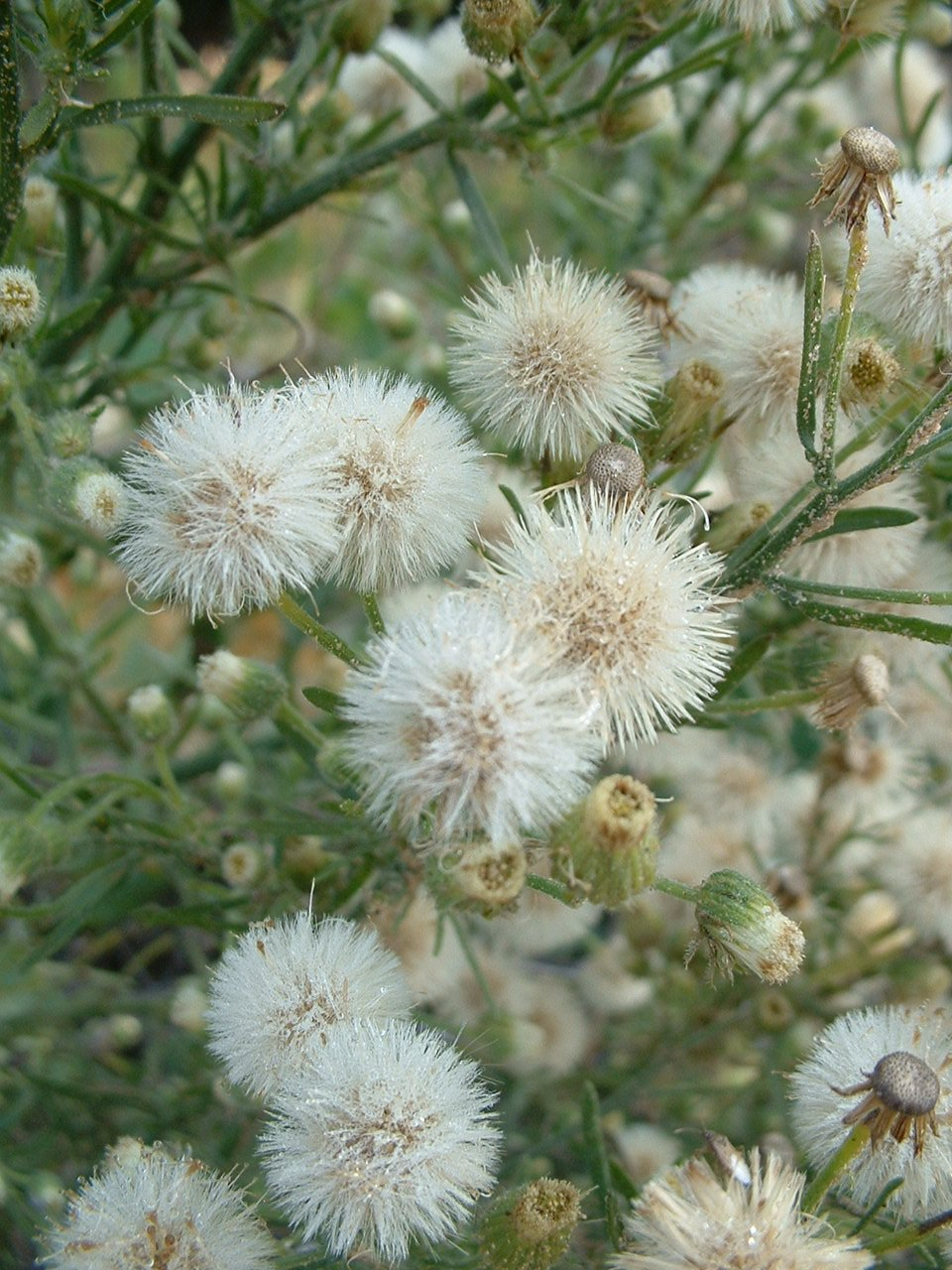
Inflorescencias

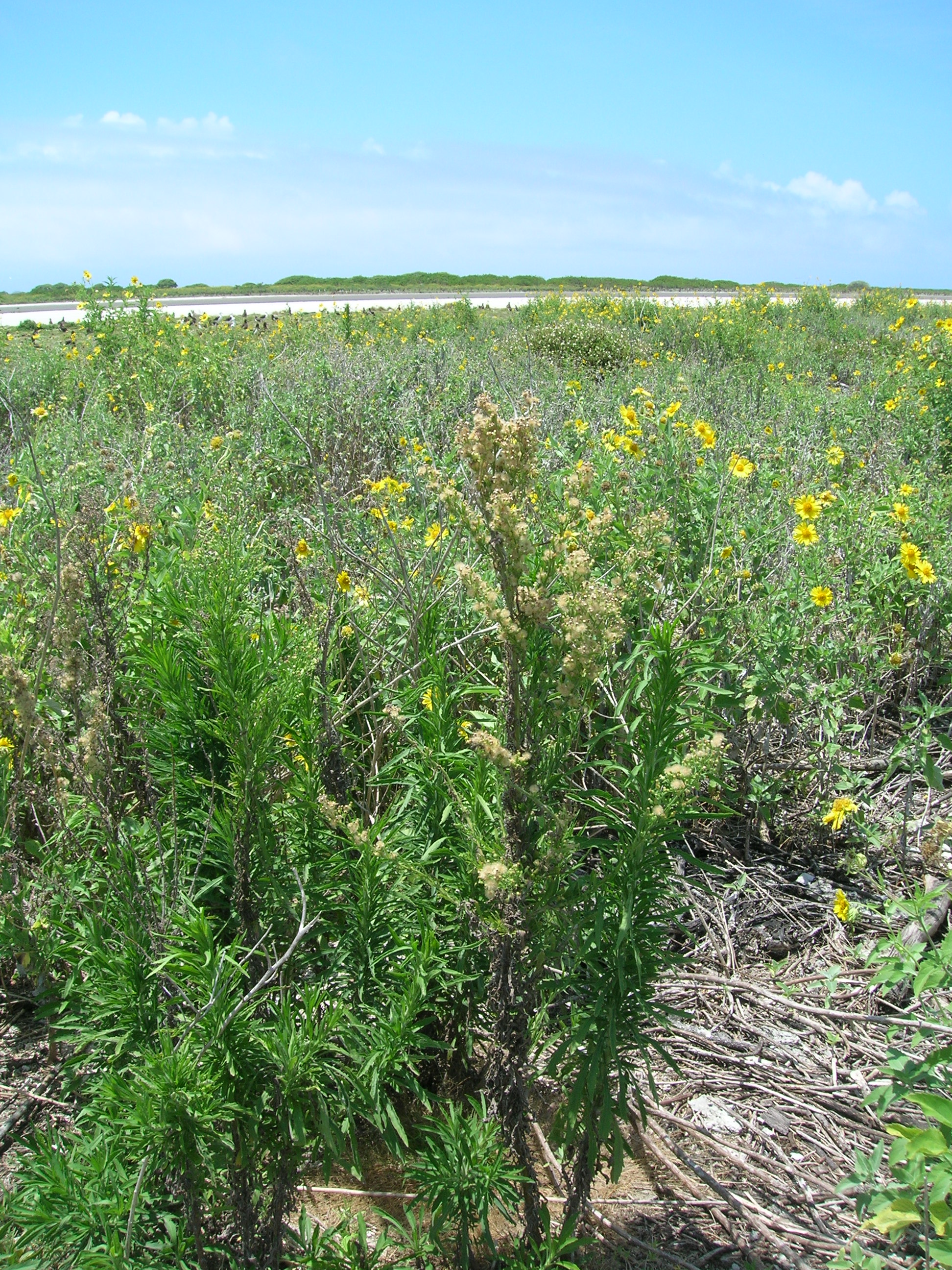
En su hábitat

## Descripción
Crece como un arbusto redondo; y en verano se colorea de blanco; su anchura puede alcanzar 5 m; mantiene las hojas en invierno.
Prospera hasta en grietas del pavimento de concreto. Florece en agosto y continua fructificando hasta las primeras heladas.  Es instantáneamente reconocible por su follaje azul verdoso, muy angosto, hojas onduladas, y brácteas del involucro púrpuras.

## Taxonomía
Erigeron bonariensis fue descrita por (L.) y publicado en Sp.Pl. 863 (1753). Bulletin of the Torrey Botanical Club 70(6): 632. 1943.

## Etimología
Erigeron: nombre genérico que deriva de las palabras griegas: eri = "temprano" y geron = "hombre viejo", por lo que significa "hombre viejo en la primavera", en referencia a las cabezas de semillas blancas mullidas y la floración temprana y fructificación de muchas especies.
bonarensis: epíteto geográfico que alude a su localización en Buenos Aires.
Sinonimia
| - Aster ambiguus (DC.) E.H.L.Krause - Baccharis ivifolia L. - Conyza ambigua DC. - Conyza bonariensis (L.) Cronquist - Conyza chenopodioides DC. - Conyza crispa (Pourret) Rupr. - Conyza gracilis Hoffmanns. & Link - Conyza hispida Kunth - Conyza ivifolia (L.) Less. - Conyza leucodasys Miq. - Conyza linearis DC. - Conyza linifolia (Willd.) Täckh. - Conyza plebeja Phil. - Conyza rufescens Hoffmanns. & Link - Conyza sinuata Elliott - Conyza sordescens Cabrera - Conyza sumatrensis var. floribunda (Kunth) J.B.Marshall - Conyzella linifolia (Willd.) Greene - Dimorphanthes ambigua C.Presl - Dimorphanthes angustifolia Cass. - Dimorphanthes crispa Rupr. - Dimorphanthes hispida (Kunth) Cass. - Dimorphanthes linifolia (Willd.) Rupr. - Erigeron ambiguus Sch.Bip. ex Webb & Berthel. - Erigeron canadensis Ten. - Erigeron contortus Desf. ex Pers. - Erigeron coranopifolius Willk. & Lange - Erigeron crispus Pourr. - Erigeron gusalakensis Rech.f. & Edelb. - Erigeron ivifolius (L.) Sch.Bip. - Erigeron linearifolius Cav. - Erigeron linifolius Willd. - Erigeron looseri Herter - Erigeron naudinii (Bonnet) Bonnier - Erigeron sordidus Gillies ex Hook. & Arn. - Erigeron transsilvanicus Schur - Erigeron undulatus Moench - Eschenbachia ambigua Moris - Leptilon bonariense (L.) Small - Leptilon linifolium (Willd.) Small - Marsea bonariensis (L.) V.M.Badillo - Pulicaria gracilis (Hoffmanns. & Link) Nyman - Pulicaria rufescens (Hoffmanns. & Link) Nyman |

## Nombres comunes
Mata negra, cola de caballo, yerba carnicera, yuyo moro, vira vira, coniza, rabo de gato   (enlace roto disponible en Internet Archive; véase el historial, la primera versión y la última).